# 沃日拉尔路
沃日拉尔路（Rue de Vaugirard）是巴黎最长的街道，全长4.3km，横跨第六区和十五区。起于拉丁区的卢森堡公园，向西南方通往巴黎市边缘的凡尔赛门（Porte de Versailles）。门牌从拉丁区开始，到凡尔赛门达到400多号。
该路形成于15世纪，从腓力二世的城墙通往沃日拉尔村。这条路兴建在一条古罗马道路的基础上。
巴黎地铁12号线沿此路运行，设有下列车站：
- 凡尔赛门站（Porte de Versailles）
- 国民公会站（Convention）
- 沃日拉尔站（Vaugirard）
- 志愿者站（Volontaires）
- 巴斯德站（Pasteur）
- 法尔吉埃站（Falguière）

巴黎地铁4号线在此路设有圣普拉西德站（Saint Placide）。